# LEMMiNO
David Wångstedt, også kendt som LEMMiNO (førhen kendt som Top10Memes), er en svensk YouTuber, animator og musiker. Han er kendt for sine informative og oplysende dokumentarvideoer, samt sine adskillige Top10 videoer. Med mere end 5,7 millioner abonnenter på sin kanal, LEMMiNO, er han en af de største svenske YouTubere i verden.

## Tidlig liv og uddannelse
David Wångstedt blev født den 25. april 1993 i byen Göteborg, Sverige. Kort efter sin fødsel, flyttede David og hans familie til øen, Tjörn, hvor de boede i nogle få år. Da David var fire år gammel, blev hans forældre skilt, og han flyttede derefter sammen med sin mor og søster til byen, Stenungsund, hvor han har boet lige siden.
Før David startede sin YouTube karriere, arbejdede han blandt andet med detailhandel hos et firma, og som teknisk support hos et andet.
I skolen forskede David datalogi i tre år.

## YouTube karriere

### Før LEMMiNO
David begyndte sin YouTube karriere i 2008, hvor han oprettede kanalen, AnimatedDrawer. Ifølge David selv, oplyst i en video med titlen "Top 10 Facts - Top10Memes", er kanalen, AnimatedDrawer, grunden til at han blev interesseret i animation og i at lave musik, to færdigheder som han blandt andet bruger på sine videoer på kanalen, LEMMiNO. David skabte sin musik under navnet, TheNoRanking, og brugte også tid på at lave animationer, samt forskellige skits med sine venner.
Den 23. december 2010, oprettede David kanalen, MegaMovieMistakes, som meget hurtigt blev en succes, med mere end en million visninger, og lidt over et tusind abonnenter. Da kanalen indeholdt klip fra forskellige film, blev den taget ned få måneder senere grundet YouTubes Content ID system.
Den 2. juli 2011 ønskede David at starte på ny, og han oprettede derved kanalen, LEMMiNO Music, hvor han siden har udgivet musik, hvoraf en håndfuld af dem er blevet brugt i videoerne på den nuværende kanal, LEMMiNO.
Nogle få måneder efter, den 16. december samme år, oprettede David kanalen, MegaCompilations, hvor han udgav videokompileringer af forskellige videoklip indenfor forskellige emner. Kanalen fik millioner af visninger og flere tusinde af abonnenter, men ligesom MegaMovieMistakes, blev den ramt af problemer med ophavsret, og David var nødt til at forlade kanalen, selvom den ikke blev fjernet fra YouTube.
Efterfølgende fik David en bedre forståelse af ophavsret og relaterende love, og oprettede derefter kanalen, Top10Memes, der senere hen ville blive kendt som LEMMiNO.

### LEMMiNO kanalen
Den 15. februar 2012, oprettede David kanalen med navnet Top10Memes. Her udgav han videoer under sin første serie ved navn "Top 10 Rage Comics", hvor han senere hen også ville udgive videoer baseret på forskellige vandrehistorier. "Rage comics"-videoerne blev populære på kanalen, men han ville starte på Top 10 Facts serien, med videoen "Top 10 Facts - Swearing" som den første i serien. Den blev en succes på kanalen, og var en serie som han ville fortsætte med flere år senere. De fleste af videoerne indenfor denne serie fik flere millioner visninger, hvor den mest sete har over 14 millioner visninger.
LEMMiNO-kanalen udgav sin første dokumentarvideo den 19. februar 2016, en video der fik millioner af visninger gennem årene og repræsenterer starten på dokumentarserien på kanalen. De fleste af Davids dokumentarvideoer baserer sig på forskellige mørke, mystiske hændelser, mysterier og fænomener. Hans mest sete dokumentarvideo, "Cicada 3301: An Internet Mystery", har over 25 millioner visninger, hvilket gør den til kanalens mest sete video til dato.
Kanalens daværende navn, Top10Memes, blev i december måned 2015 ændret til det nuværende navn, LEMMiNO, eftersom David valgte at skifte navn, da han for flere år siden stoppede med serien "Rage Comics". Navnet, LEMMiNO, er en forkortelse af de engelske ord, "Let me know". Ifølge David fik han navnet, da YouTubere meget ofte i deres videoer beordrede deres seere til at "lade dem vide i kommentarfeltet" ("Let me know in the comments").

#### Milepæle
Den 25. marts 2015, ramte kanalen 1 million abonnenter, hvorefter han på både Facebook og Twitter, opfordrede sine seere at stille ham spørgsmål til en kommende Q/A video. Q/A videoideen ville eventuelt blive en tradition for hvert 1 million milepæl på kanalen, hvor der indtil videre er udgivet fem Q/A videoer på kanalen.
Den 16. december 2015, kun få måneder efter sin første million, ramte kanalen 2 millioner abonnenter.
Den 6. marts 2019, ramte kanalen 3 millioner abonnenter.
Den 16. december 2020, ramte kanalen 4 millioner abonnenter.
Udover sine mange abonnenter, har David over 600 millioner visninger på kanalen.